# أرنو بروك
أرنود أدريانوس ماريا «أرنو» بروك (بالهولندية: Arnoud Adrianus Maria "Arno" Brok) (ولد في 29 يوليو 1968) هو سياسي هولندي من حزب الشعب من أجل الحرية والديمقراطية بشغل منصب مفوض الملك إلى مقاطعة فريزلاند منذ 1 مارس 2017، وهو أول مفوض الملك يلقي خطاب تنصيبه باللغة الفريزية الغربية. شغل سابقا منصب رئيس بلدية سنيك من 2003 إلى 2010 ورئيس بلدية دوردريخت من 2010 إلى 2017.
درس بروك الإدارة في جامعة مدينة ليوواردن الهولندية.
بروك مثلي الجنس بشكل علني، وهو يتبع الكنيسة الكاثوليكية، وقد شغل منصب رئيس جمعية «شورار» للدفاع عن حقوق المثليين. كما كان رئيس «مجلس الكنائس في فريزلاند».
بروك هو أحد ثلاث مثليين بشكل علني شغلوا منصب مفوض الملك في هولندا، الآخران هما يان فرانسن وكليمنز كورنيليه.

## وصلات خارجية
- Drs. A.A.M. (Arno) Brok (بالهولندية)